# Julius Lippert (Politiker)

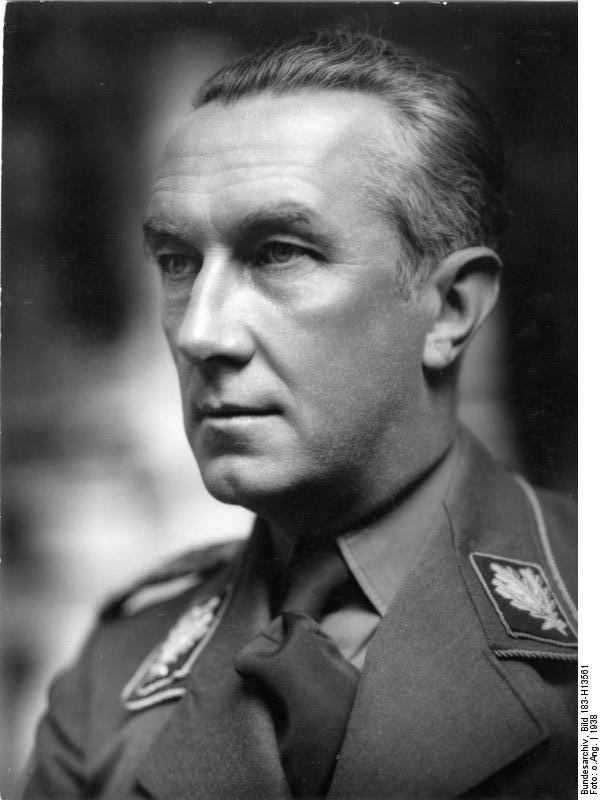
Julius Lippert (1938)

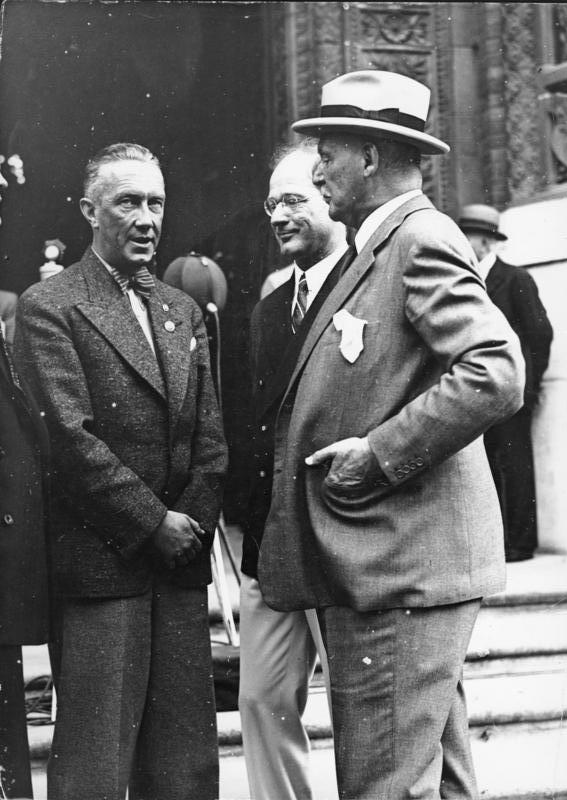
Von links nach rechts: Julius Lippert, Avery Brundage und Theodor Lewald, 1936

Julius Lippert (* 9. Juli 1895 in Basel; † 30. Juni 1956 in Bad Schwalbach) war ein deutscher Journalist und nationalsozialistischer Politiker. Lippert stand von 1933 bis 1940 an der Spitze der Berliner Kommunalverwaltung.

## Leben
Julius Lipperts Vater war ein deutscher Hotelbesitzer in Basel, die Mutter Schweizerin. Bevor er mit den Eltern nach Deutschland ging, hatte er die deutsche Auslandsschule in Genua besucht, dann verschiedene Schulen in und um Wiesbaden. Sein Vater starb kurz vor Ausbruch des Ersten Weltkriegs. Lippert meldete sich im August 1914 als Kriegsfreiwilliger und legte sofort ein Kriegsabitur am Wiesbadener Oberrealgymnasium ab. Von 1914 bis 1918 diente er an der Westfront, zuletzt als Leutnant der Reserve bei der Artillerie. Die Jahre des Krieges und die Novemberrevolution hinterließen bei Lippert ein einseitig nationales Weltbild, gekennzeichnet durch Gewaltbereitschaft, Antisemitismus und Hass auf die Revolution. Von 1918 bis 1922 studierte er an der Friedrich-Wilhelms-Universität in Berlin Staatswissenschaften, wobei er sich an Zusammenstößen mit „jüdischen oder marxistischen“ Universitätsangehörigen beteiligte. Im Jahr 1922 promovierte er zum Dr. phil. mit einer Arbeit zum Gewinnbeteiligungsgedanken. Politisch geprägt durch die Deutschvölkische Freiheitspartei unter Albrecht von Graefe und Reinhold Wulle übernahm Lippert 1923 als Journalist die Redaktion der neu gegründeten völkischen Zeitung Das Deutsche Tageblatt.
Im Sommer 1926 überwarf sich Lippert aus wirtschaftlichen Gründen mit den Herausgebern des Tageblattes und suchte den Anschluss an die in Berlin noch unbedeutende NSDAP und trat ihr zum 19. April 1927 bei (Mitgliedsnummer 59.957). Im Juli 1927 ernannte ihn deren Gauleiter Joseph Goebbels zum Hauptschriftleiter der Gauzeitung Der Angriff.
Ab 1933 hatte Lippert diese Position auch bei der Tageszeitung der Deutschen Arbeitsfront inne. Von März bis Oktober 1933 war er Abgeordneter des Preußischen Landtages. Im März 1933 wurde er Staatskommissar für Berlin, wobei die feierliche Amtseinführung durch den preußischen Ministerpräsidenten Hermann Göring am 30. April 1934 im Sitzungssaal der Berliner Rathauses erfolgte. Im September 1933 war er bereits auch Preußischer Staatsrat und SA-Standartenführer geworden.
Lippert war als Staatskommissar der Hauptakteur für die Gleichschaltung der Verwaltung für Berlin, in der die Oberbürgermeister Heinrich Sahm und Oskar Maretzky nur noch eine untergeordnete Rolle hatten. Auf sein Konto gingen fast alle – in der Regel auch damals rechtswidrigen – Entlassungen demokratischer und „jüdischer“ Politiker und Angestellter der Stadt. Gleichzeitig sorgte er für die Kameraden der NSDAP und versorgte sie mit guten Posten. Bei der Arisierung der Engelhardt-Brauerei spielte er eine maßgebliche Rolle. Die Dresdner Bank bekam die Brauerei. Lippert selbst verschaffte sich dabei den Jägerhof im Glienicker Park und ließ das Bauwerk auf Kosten der Stadt Berlin für sich umbauen. Joseph Goebbels war er beim Erwerb eines Seegrundstücks auf der Wannseeinsel Schwanenwerder behilflich, das er der emigrierten „Jüdin“ Charlotte Herz für einen eher symbolischen Preis abpresste. Lippert war von Beginn an Mitglied der Akademie für Deutsches Recht. Am 1. April 1937 wurde Lippert nach der Pensionierung Oskar Maretzkys Oberbürgermeister von Berlin, was er bis zum Juli 1940 blieb. Dann unterlag er beim Kampf um die Macht in Berlin Albert Speer, seinem Gegenspieler bei den Planungen für die Umgestaltung Berlins zur Reichshauptstadt „Welthauptstadt Germania“. Von 1937 bis 1941 war Lippert Mitglied des Senats der Kaiser-Wilhelm-Gesellschaft.
Ab 1941 war Lippert in der Wehrmacht Kommandeur der „Propagandaabteilung Südost“ in Belgrad und von Mai 1943 bis August 1944 Kreiskommandant der belgischen Stadt Arlon.
Nach seiner Internierung in Hamburg wurde Lippert von den Alliierten 1946 nach Belgien ausgeliefert und dort im November 1950 wegen Kriegsverbrechen zu sieben Jahren Zuchthaus verurteilt. Nach seiner vorzeitigen Entlassung zog Lippert nach Bad Schwalbach, wo er bereits als junger Mann gelebt hatte und seine Familie einen guten Ruf hatte. Die evangelische Kirche hatte schon im Juni 1951 einen „Fürbittegottesdienst“ für den „treuen Sohn seiner Heimatstadt“ abgehalten. Freundlich wurde der „frühere Oberbürgermeister von Berlin“ in seiner Heimatstadt empfangen. Der Bürgermeister sah keinen Grund, die Ehrenbürgerwürde zu entziehen, die Lippert 1935 während der Nazizeit erhalten hatte. Doch es gab auch andere Sichtweisen auf Lippert. Am 1. September 1953 stufte ihn die Spruchkammer des Landes Hessen als belastet ein.
Lipperts Schriften Der 1. Mai einst und jetzt (NS.-Druck und Verlag, Berlin 1933) und Im Strom der Zeit (Reimer, Berlin 1942) wurden in der Sowjetischen Besatzungszone auf die Liste der auszusondernden Literatur gesetzt.
1955 erschien von ihm Lächle ... und verbirg die Tränen. Erlebnisse und Bemerkungen eines deutschen "Kriegsverbrechers" im rechtsextremen Druffel-Verlag, das im Nachfolgeverlag 2007 seine fünfte Auflage hatte.